# Исигуро, Хироси
Хироси Исигуро (яп. 石黒浩 Исигуро Хироси, род. 23 октября 1963) — японский робототехник. Известен как один из создателей серий роботов Актроид, Geminoid, Kodomoroid, Otonaroid, Теленоид, Эльфоид, Хагви. Одна из версий этих роботов полностью повторяет облик самого создателя и заменяет его во время лекций.

## Карьера
В 1991 году защитил диссертацию. С 2003 года профессор Осакского университета. Возглавляет лабораторию, в которой создаёт роботов, способных сосуществовать с людьми.

## Награды
- Включён в список Сто ныне живущих гениев (2007)
- Премия Знаний (2015)